# Lila Downs
Lila Downs (ur. 9 września 1968 w Heroica Ciudad de Tlaxiaco, w stanie Oaxaca, Meksyk) – meksykańska piosenkarka i kompozytorka. Lila Downs śpiewa w wielu językach, głównie angielskim i hiszpańskim. Jej muzyka jest odzwierciedleniem jej korzeni, ciągłym dialogiem między tradycją meksykańską i amerykańską.
Downs porusza się między różnymi nurtami muzycznymi, łącząc różnorodne tradycyjne style meksykańskie, takie jak son, ranchera, corridos, boleros, z tak odrębną muzyką współczesną jak jazz, blues, bossa nova, rap czy muzyką elektroniczną. Swoją muzyką próbuje podtrzymać tradycje rdzennych plemion meksykańskich, takich jak Mistekowie, Zapotekowie, Majowie i Aztekowie oraz muzykę różnych regionów Meksyku, przede wszystkim stanu Oaxaca.

## Życiorys

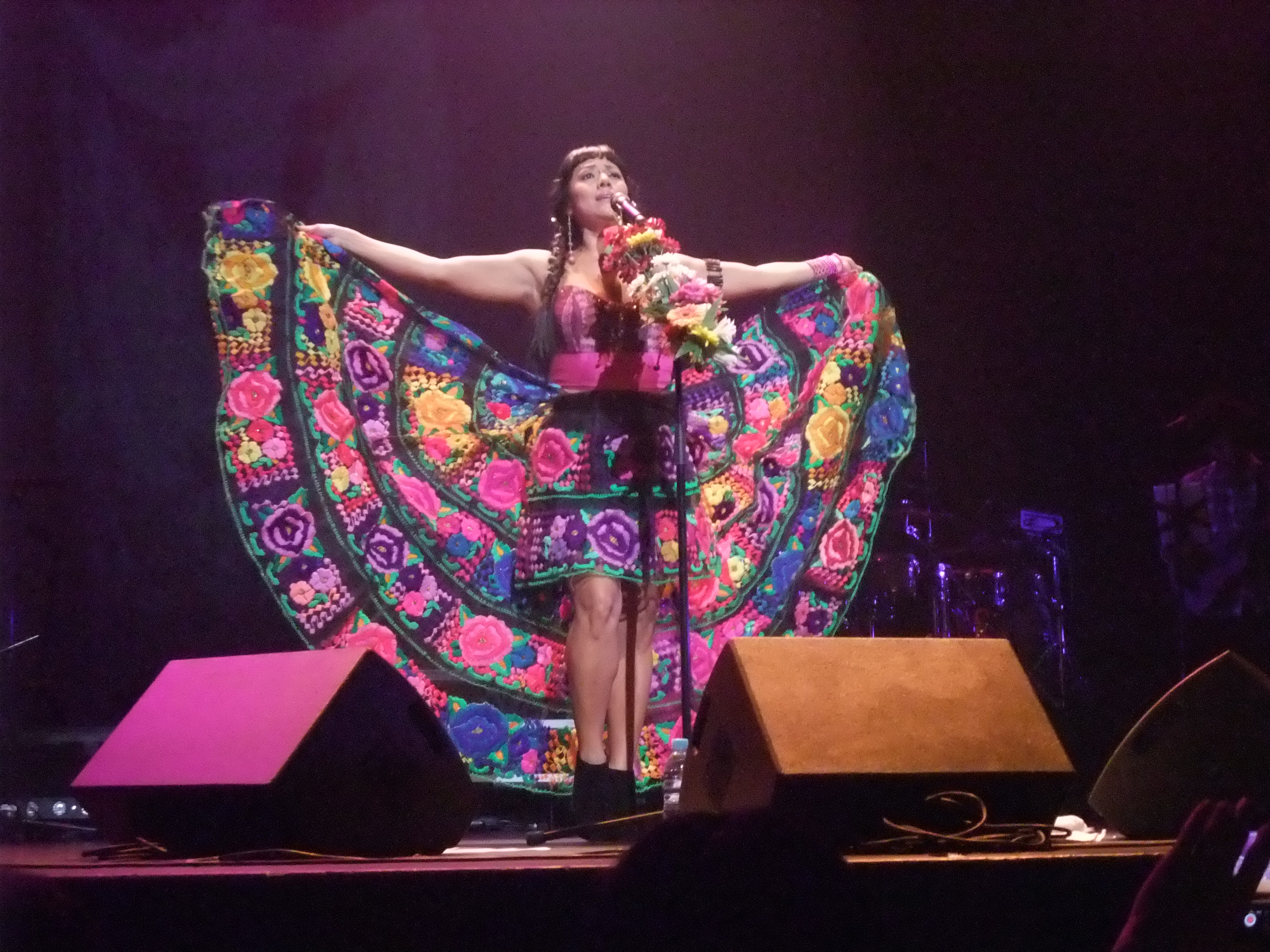
Lila Downs, Nanterre 2013

Jest córką Anity Sánchez, indiańskiej śpiewaczki misteckiej pochodzącej z San Miguel el Grande i Allena Downs, amerykańskiego wykładowcy kinematografii. Uczęszczała do szkoły w Tlaxiaco i w Minnesocie. Uczyła się śpiewu w mieście Oaxaca, a następnie w Rowland Heights, Kalifornia. W wieku ośmiu lat interpretowała utwory mariachich. Po ukończeniu szkoły średniej rozpoczęła studia na Uniwersytecie Minnesoty: wybrała antropologię i śpiew. Badała symbolizm materiałów tkanych przez kobiety z plemienia trique w religii misteckiej, Oaxaca.
W okresie, kiedy śpiewała w grupie La Trova Serrana i poświęciła się prawie całkowicie komponowaniu utworów inspirowanych imigrantami misteckimi, poznała saksofonistę Paula Cohena. Obecnie jest on jej mężem, producentem i dyrektorem artystycznym. Mieszkają w dzielnicy miasta Meksyk, Coyoacán.
Współpracowała przy tworzeniu ścieżki dźwiękowej do filmu Frida, wykonując utwór „Burn it blue”. Brała też udział przy tworzeniu muzyki do innych filmów, takich jak, Tortilla Soup, Las mujeres verdaderas tienen curvas, czy też Fados Carlosa Saury, wykonując niezapomnianą wersję „Foi na travessa da palha”.

## Dyskografia
- Ofrenda (1994)
- Azuláo: En Vivo con Lida Downs (1996)
- La Sandunga (1999)
- Yutu Tata / Tree of Life (2000)
- The Border / La Linea (2001)
- One Blood / Una sangre (Grammy Latino) (2005)
- La Cantina.(...entre copa y copa) (2006)
- The Very Best Of El Alma de Lila Downs (CD+DVD) (2008)
- Shake Away / Ojo de Culebra (2008)
- Ojo de Culebra (2008)
- En Paris: Live à FIP (2010)
- Pecados y Milagros (2011)